# Golden Trail World Series
Les Golden Trail World Series (GTWS) est une compétition qui actuellement comporte sept courses dont six de qualifications et une finale. Son objectif est de développer le trail, le mettre à l'honneur et donc le rendre plus visible du grand public. Le calendrier comporte des épreuves dans différents pays, avec des courses allant de 22 kilomètres jusqu'à 42 kilomètres, ces courses comportent souvent un dénivelé positif pouvant dépasser les 3 000 mètres.
Cette série de courses met en avant le trail court (des courses rapides avec une dénivelée positive moins importante) ou de type skyrace (les courses en altitude notamment mais aussi avec une dénivelée plus importante qui rend l'épreuve plus complexe). Le trail long est lui représenté par l'ultra-trail  (distance dépassant soit le marathon ou supérieur à 80 kilomètres) et bénéficie déjà d'une compétition dédiée, l'UTMB World Series.

## Histoire
Les Golden Trail World Series ont été créés en 2018 par l'équipementier sportif Salomon afin de promouvoir le trail court. La série propose un calendrier restreint avec des épreuves réputées, telles que Zegama-Aizkorri, le marathon du Mont-Blanc ou encore Sierre-Zinal,. La finale n'est accessible qu'après qualification et a lieu dans le cadre d'une épreuve plus exotique. Un coureur a le droit de courir la totalité des courses lors des qualifications mais ce ne sont que ses 3 meilleurs résultats qui vont compter, ainsi il en découle un classement par point . Ce dernier classement nous donne les 10 meilleurs hommes et les 10 meilleures femmes, qui seront donc invités à la grande finale. 
Lors de la première édition en 2018 dénommée Golden Trail Series, la compétition comportait cinq courses de qualifications telles que la course Zegama-Aizkorri, le marathon du Mont-Blanc, la course Sierre-Zinal, le marathon de Pikes Peak et la Ring of Steall SkyRace. Pour finir sur l'Otter African Trail Run. Une finale exotique comme lors de l'édition de 2019 au Népal. À noter que lors de l'édition de 2019 une nouvelle course de qualification apparaît, la Dolomyths Run, la série est également renommée Golden Trail World Series.
La série entend également lutter contre le dopage en rejoignant le programme QUARTZ de l'ITRA et en interdisant également les autorisations d'usage à des fins thérapeutiques.
À la suite des annulations des courses Zegama-Aizkorri et du marathon du Mont-Blanc, ainsi que l'incertitude liée à la pandémie de Covid-19, la saison 2020 est annulée et le calendrier reporté de manière identique en 2021, y compris la finale en Patagonie argentine. Afin de remplacer la saison 2020, les organisateurs ont mis en place un événement unique pour l'année 2020, baptisé Golden Trail Championship. Couru aux Açores sur les îles de Faial et Pico, il prend la forme d'un trail par étapes sur quatre jours. Le Polonais Bartłomiej Przedwojewski et la Suissesse Maude Mathys s'y imposent.

## National Series
En 2019, la série s'émancipe avec la création de compétitions nationales. La série globale est renommée Golden Trail World Series et des séries nationales voient le jour en France, Belgique et en Espagne, ainsi que dans d'autres pays par la suite,.
En 2025, l'organisateur Salomon décide toutefois d'abandonner les séries nationales pour se concentrer uniquement sur la série mondiale,.

## Médiatisation
Afin d'offrir une grande visibilité à la compétition, les organisateurs mettent en avant les courses ainsi que les meilleurs athlètes engagés via les réseaux sociaux et notamment sur leur chaîne YouTube par la réalisation de films. À partir de la saison 2023, certaines des courses sont retransmises en direct à la télévision sur les chaînes Eurosport 1 et Eurosport 2, à commencer par le marathon du Mont-Blanc,,.

## Palmarès
| Édition | Année | Hommes                   | Femmes              |
| ------- | ----- | ------------------------ | ------------------- |
| 1re     | 2018  | Stian Angermund-Vik      | Ruth Croft          |
| 2e      | 2019  | Kílian Jornet            | Judith Wyder        |
| 3e      | 2020  | Bartłomiej Przedwojewski | Maude Mathys        |
| 4e      | 2021  | Stian Angermund-Vik      | Maude Mathys        |
| 5e      | 2022  | Rémi Bonnet              | Nienke Brinkman     |
| 6e      | 2023  | Rémi Bonnet              | Sophia Laukli       |
| 7e      | 2024  | Elhousine Elazzaoui      | Joyce Muthoni Njeru |